# Nederlandsche Instrumenten- en Electrische Apparatenfabriek
De Nederlandse Instrumenten en Elektrische Apparaten Fabriek, afgekort NIEAF, is een elektrotechnisch bedrijf in Utrecht. Het is opgericht in 1913. Na verschillende overnames en naamswijzigingen sinds 2012 wordt het nu onder de naam Mors Smitt voortgezet.

## Oprichting

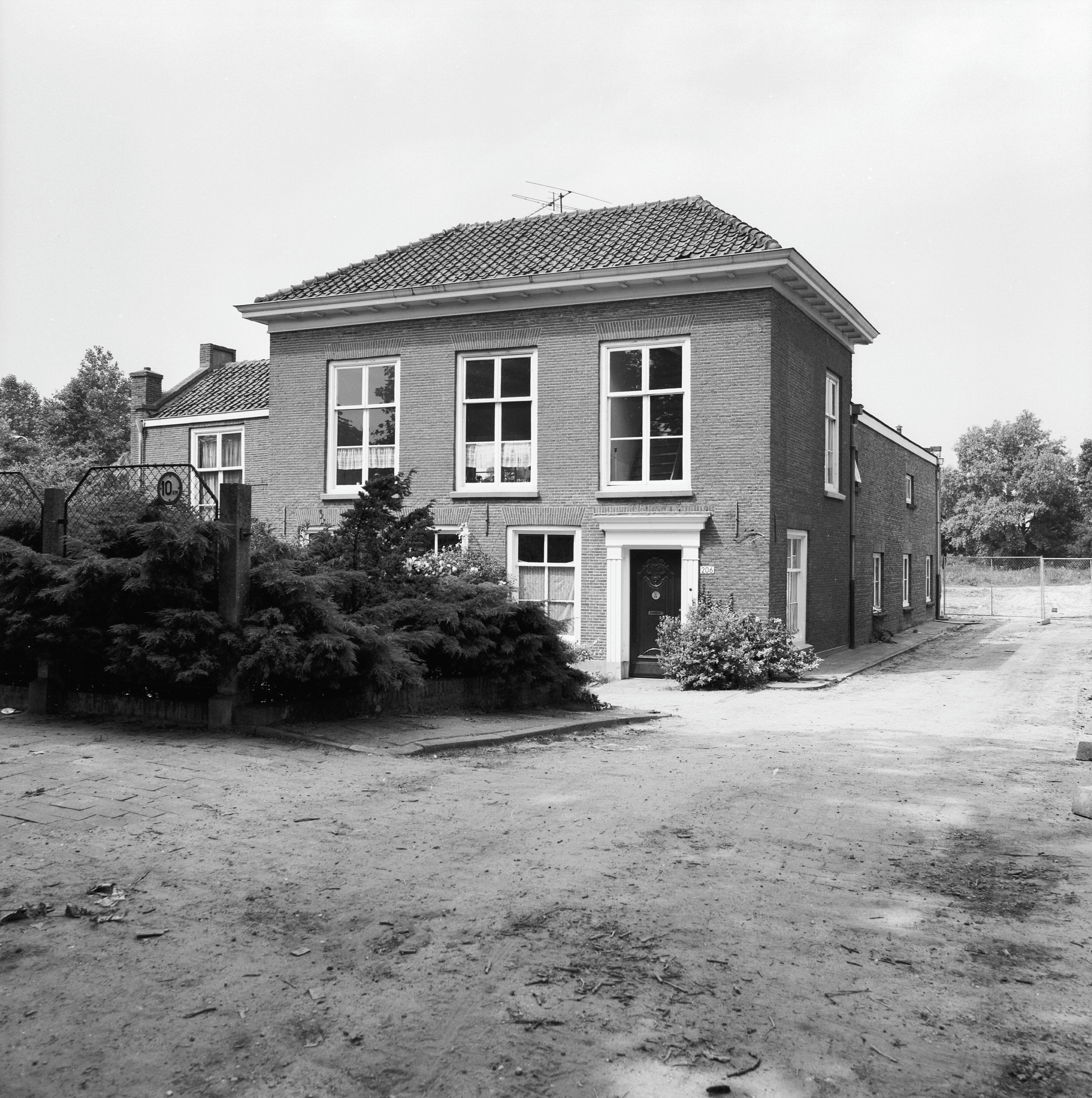
Voormalige directeurswoning van de NIEAF, Jutfaseweg 206

De firma was een van de elektrotechnische bedrijven die in het begin van de 20e eeuw, met de opkomst van de elektriciteit, in Nederland werden opgericht. Diverse ondernemingen in deze sector waren daarbij in Utrecht gevestigd, niet toevallig vanwege de bestaande aanwezigheid van de universiteit en diverse spoorwegmaatschappijen die in het nieuwe vakgebied van de elektrotechniek waren geïnteresseerd. De NIEAF werd op 27 november 1913 als N.V. opgericht met als doelstelling: het vervaardigen, herstellen van, en handelen in fysische, elektrotechnische, medische en andere gelijksoortige instrumenten en apparaten, alles in de ruimste zin des woords. Het was in feite een voortzetting van de in 1900 opgerichte Utrechtse Nederlandsche Instrumentenfabriek, die werd opgericht door dr. N.G. van Huffel. De continuïteit zat ook in de leiding: de eerdere assistent-directeur hiervan en sinds 1910 directeur, Sj(oerd) Wouda, werd ook directeur van de 'nieuwe' onderneming. Het bedrijf startte in een gebouw van 900 m² met 20 werknemers.

## Wouda
De uit Meppel afkomstige docent van de opleiding, Sjoerd Wouda (1879-1949), was de eerste halve eeuw de verpersoonlijking van de NIEAF en zijn voorloper. Hij was actief op technisch maar ook op economisch en sociaal gebied. Samen met L. van der Hoorn richtte hij in 1915 een syndicaat tot vervaardiging van elektrische afmijntoestellen volgens hun patenten op, in 1930 omgezet in de NV Van der Hoorn en Wouda. Wouda werd in 1918 bestuurslid van de Antirevolutionaire Kiesvereniging Nederland en Oranje en was in de jaren twintig lid van de Christelijke Werkgeversvereniging en van de Vereeniging van Fabrikanten op Elektrisch Gebied in Nederland. Verder was hij in 1926 ook nog een van de grondleggers van de Vereeniging voor Actieve Handelspolitiek én werd lid van het Algemeen Bestuur van de Nederlandsche Jaarbeurs. 

## Groei

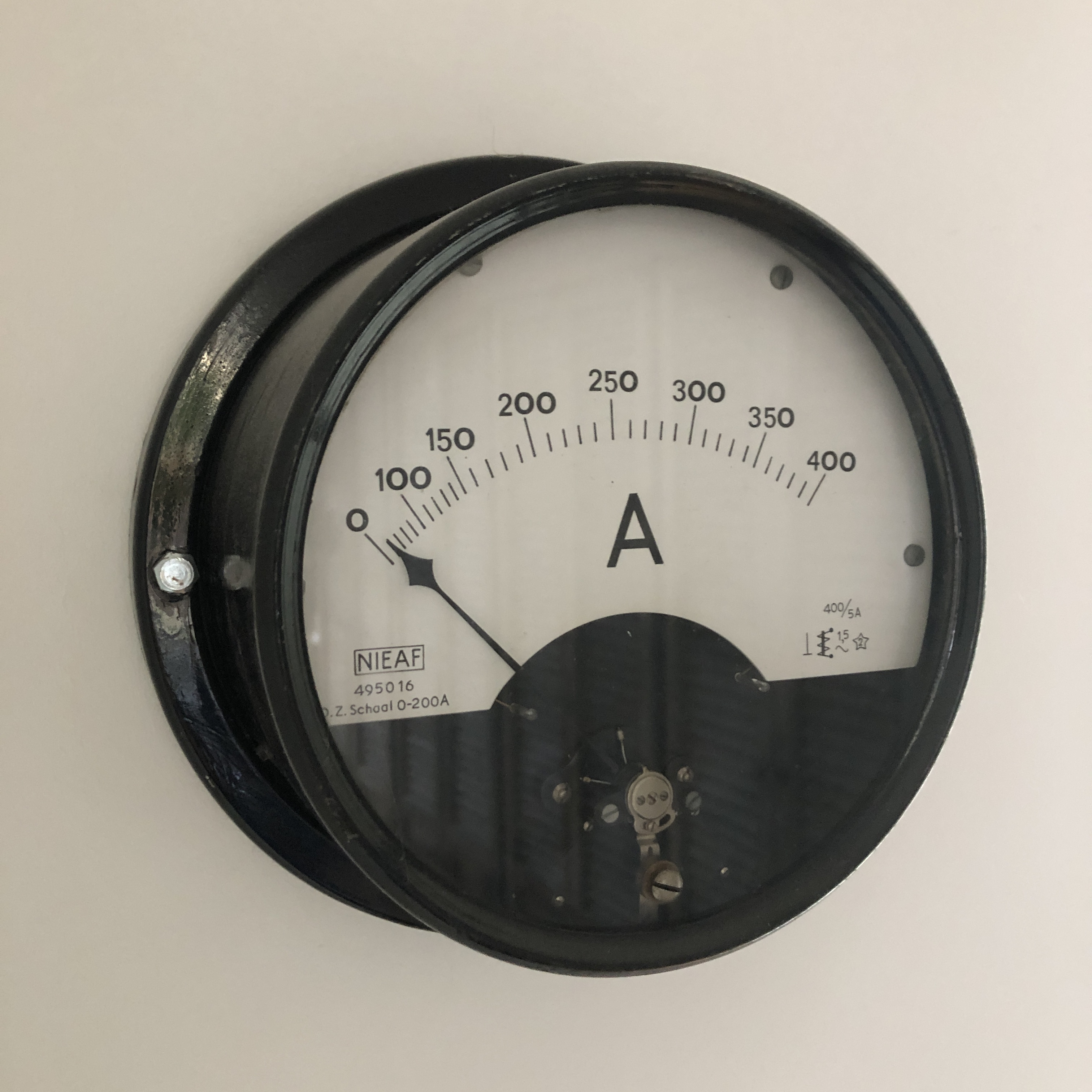
Ampèremeter van de NIEAF

De NIEAF was al vanaf het begin gericht op de vervaardiging van elektrische meetinstrumenten zoals volt- en ampèremeters. Daarbij werden de onderdelen grotendeels in het eigen bedrijf vervaardigd, onder meer door gieting onder druk. De elektrische afmijntoestellen waren een belangrijk tweede artikel midden jaren twintig. De grote vlucht die het veilingwezen kende was gunstig voor de afzet hiervan. De productie werd in de vooroorlogse periode steeds efficiënter. In 1940 werd het 100.000 meetapparaten vervaardigd: in 1914 lag de productie op 150 stuks per jaar, in 1929 lag dat al op 7569 en in 1939 kwam de jaarproductie uit op 10.824 stuks. In 1917 werd aan de Jutfaseweg op een terrein bij een cacaofabriek een nieuw bedrijfsonderkomen gebouwd dat op 1 mei 1918 in gebruik werd genomen. 

## Wederopbouw en samengaan
Direct na de bevrijding trad Sj. Wouda als directeur af ten gunste van zijn zoon dr. J. Wouda (al sinds 1935 onderdirecteur), die in 1950 zijn broer A.P.S. Wouda als mede-directielid kreeg. Het productieprogramma breidde zich uit tot drie hoofdgroepen: aanwijzende meetinstrumenten (zoals schakelbordmeetinstrumenten), regelapparaten en registrerende instrumenten. De regeltechniek werd in de naoorlogse periode steeds belangrijker in de industrie en de NIEAF was een belangrijke toeleverancier. Verder werd in 1961 de N.V. Van der Hoorn en Wouda een volledige dochter. Bij het vijftigjarig bestaan, in 1963, telde het bedrijf 250 werknemers, en bedroeg de bedrijfsoppervlakte 5500 m².
Zoals veel maakbedrijven werd ook NIEAF in de jaren zestig met stijgende loonkosten en nieuwe technieken geconfronteerd die men dacht het hoofd te bieden door fusie. Er werd verlies geleden maar de productie breidde zich zodanig uit dat in 1969 een montagehal te Emmeloord werd opgericht. In 1970 volgde een samenwerking met de firma Koning & Hartman en startte NIEAF ook met de vervaardiging van medisch-elektronische instrumenten. In de jaren 60 en 70 volgde een wisseling in de directie die na de Tweede Wereldoorlog was aangetreden; J. Wouda overleed in 1961, zijn opvolger ir. P.F. Moleman, in 1977. NIEAF kwam ten slotte in 'vreemde' handen. De technische handelsonderneming Van Wijk en Heringa werd in 1976 eigenaar van aandelen en oprichtersbewijzen. Maar zij verkocht in 1980 de industrietak aan een dochteronderneming, de Industriële Maatschappij. Deze voegde in 1984 NIEAF samen met de instrumentfabriek H.M. Smitt en verkocht Smitt-NIEAF in 1990 aan het Franse Dardel. Smitt-NIEAF werd in 1996 onderdeel van de Mors Smitt Group en deze groep werd in 2012 weer overgenomen door Wabtec.
Hedendaags:
Douwe Egberts ·
HUBO ·
Koninklijke Jongeneel ·
Mediq ·
UMS Pastoe ·
Rabobank ·
Stork ·
Strukton ·
Vitens ·
WE

Niet meer bestaand:
Charles Vögele ·
De Korenschoof ·
De Landbouw ·
Demka ·
ElectroRail ·
GVU ·
Batterijenfabriek Herberhold ·
Hooghiemstra ·
Gemeentelijke Gasfabriek ·
Jan Jongerius N.V. ·
N.V. L B Kagenaar ·
Lood- en Zinkpletterij Hamburger ·
Lubro ·
Machinefabriek Frans Smulders ·
Machinefabriek Jaffa ·
Nieaf ·
Olland · 
Pannevis · 
PEGUS ·
N.V. Philips Lasstavenfabriek ·
PUEM ·
Systeem Coq ·
Van Boekhoven - Bosch ·
Werkspoor